# بني سعد (قرى)
بني سعد هي مجموعة قرى وبلدات تتبع محافظة ميسان وتقع في جنوبها ويبعد مركزها عن الطائف بحوالي 75 كيلومتر.

## الموقع
يقع مركز بني سعد جنوبي الطائف على الطريق السياحي الرابط بين الطائف بني سعد ميسان بني مالك الباحة. عاصمة بني سعد أو مركزها هو: السَّحَنْ وتقع على الطريق المسفلت، وهي عامرة بالسكان والأسواق وبعض الدوائر الحكومية وتقع خلفها الذويبات ومن ضمنها بلدة باسم حليمة السعدية وتبعد عن السحن حوالي 7 كيلومترات والطريق إلى الذويبات ممهدا وفي الذويبات مباني حديثة.

## انكار علاقتها بحليمة السعدية
في عام 2017، أعلنت الهيئة العامة للسياحة والتراث الوطني في المملكة العربية السعودية رسمياً أن حليمة السعدية، مرضعة النبي محمد صلى الله عليه وسلم، لم تعش في قرية بني سعد التي تحمل اسمها، الواقعة جنوب الطائف. كما أيدت دار الملك عبد العزيز هذا الإعلان، مؤكدة عدم وجود أي صلة تاريخية أو أثرية تربط حليمة السعدية بهذا الموقع.

## الأثار التاريخية
وتحتضن هذه المنطقة العديد من الآثار التاريخية القديمة كالحصون والمساجد والمنازل التي يظهر على تشييدها النمط المعماري القديم المزين ببعض النقوش التاريخية القديمة ومنها مرصد ابن عميرة الذي هو عبارة عن حصن مبنى من عدة طوابق تتخلله نوافذ الرصد ومؤشر بأعلاه إضافة إلى الكثير من القرى القديمة.

## نسب بني سعد
ينتسبون إلى سعد بن بكر بن هوازن بن منصور بن عكرمة بن خصفة بن ‌قيس ‌عيلان بن مضر. والذين في قرى بني سعد حاليا هم من عتيبة من بنو سعد بن بكربن هوازن،

## الفنون الشعبية
تتميز منطقة بني سعد بالعديد من الألوان الشعبية التي تعكس تراثها الثقافي، ومن أبرز هذه الألوان: الزير، القلطة، والشقر. يُعتبر لون الزير من أشهر الألوان الشعبية في المنطقة، حيث يمتاز بالحماس والتناسق في الأداء. في هذا اللون، يقف اللاعبون في صفين متقابلين، مع وجود عدة صفوف مشهورة مثل «السلاقا»، «المناجيم»، «الدهامين»، «الشهبة»، «خديد»، «ربيع»، «الجميعات»، «الذويبات»، و«المناصير»، بالإضافة إلى «الثبتة».
يُعد الزير من الألوان التي تمثل منطقة بني سعد في الاحتفالات الوطنية والمهرجانات التي تُقام في الطائف. كما يوجد لون آخر يُسمى "طرق الجبل"، وهو موروث شعبي قديم كان يُعتبر رفيق الرعاة في الجبال.

## الاكلات الشعبية
تتنوع الوجبات الشعبية في بني سعد وتتشكل وتأتي العصيدة والخبز على الجمر أو على «المجرفة» والسليق والمندي في مقدمة هذه الأكلات، إلا أن هناك أكلات لازالت سائدة وقديمة مثل «الفتة بالسمن» المصنوعة من الدقيق المطبوخ بالسمن بعد حصده من المزرعة.

## المناخ
مناخ مركز بني سعد معتدلا خلال الصيف بينما تغطي كتل الضباب الكثيف القمم الجبلية مع دخول فصل الشتاء وتنخفض درجات الحرارة بشدة على المرتفعات ويعتدل الطقس في المواقع المنخفضة كتهامة الحجاز..

## المساحة
بنى سعد الواقعة جنوب محافظة الطائف على مساحة تقدر بحوالي 5000 كيلو متر مربع وسكانها من قبيلة عتيبه

## الزراعة
أفضل أنواع الفواكه كالعنب والخوخ والرمان والتين بنوعيه والسفرجل والمشمش إضافة إلى أفضل أنواع الخضراوات.

## الخدمات
يعد السحن مركز إداري واقتصادي في منطقة بني سعد، بفضل موقعها المتوسط الذي يربط جميع قرى بني سعد. تحتوي السحن على العديد من الإدارات الحكومية التي تقدم خدماتها للمواطنين، مما أسهم في تخفيف عبء السفر إلى محافظة الطائف. تشمل هذه الإدارات:
- الشرطة
- المرور
- الدفاع المدني
- هيئة الأمر بالمعروف والنهي عن المنكر
- مكاتب البلدية
- البريد
- الاتصالات
- الدعوة والإرشاد
- توعية الجاليات
- المحكمة
- فرقة المواصلات
- مستشفى السحن العام

التعليم: توجد في المنطقة 17 مدرسة ابتدائية للبنين و15 مدرسة ابتدائية للبنات، بالإضافة إلى 9 مدارس متوسطة للبنين و10 مدارس متوسطة للبنات. كما يوجد 4 مدارس ثانوية للبنين و5 مدارس ثانوية للبنات، إلى جانب عدد من حلقات تحفيظ القرآن الكريم وفصول تعليم الكبار.
الصحة: يوجد مستشفى السحن العام بسعة 30 سريرًا، ويستقبل الحالات المحولة من 11 مركزًا صحيًا في بني سعد.
الاتصالات: تتوفر خدمات الهاتف الريفي الذي يخدم الإدارات الحكومية في السحن والدار الحمراء، بالإضافة إلى خدمة الهاتف الجوال التي تغطي معظم قرى بني سعد المنتشرة على الطريق السياحي.
البريد: يوجد مكتب بريد السحن وعدد من مكاتب البريد في قرى جدارة، الدار الحمراء، الصناع، ولغب، إلى جانب خدمة البريد "طواف" التي تخدم القرى التي لا توجد بها مكاتب بريدية.

## اهتماماتهم
يعتمد اقتصاد منطقة بني سعد بشكل رئيسي على الزراعة، التي تتركز في الوديان الرئيسية وتعتمد على المياه الجوفية المتغذية بالأمطار الموسمية. كما تنتشر المدرجات الزراعية الجبلية في مختلف أنحاء المنطقة، مما يتناسب مع طبيعتها الجبلية. تُنتج هذه المزارع مجموعة واسعة من الفواكه والخضروات والحبوب.
تشتهر المنطقة أيضًا بتربية المواشي ورعيها، حيث يستخرج من حليبها أجود أنواع السمن البري والجبن والإقط. كما توجد في عدة مواقع من بني سعد مقار للنحل التي تحتوي على خلايا نحل يتغذى على الأشجار الجبلية المتنوعة، مما ينتج أنواعًا ممتازة من العسل.

## قرى بني سعد
شهدت بني سعد عدد كبير من القرى تقدر بحوالي 350 قرية مناخا معتدلا مما جعلها من أنسب الأماكن لقضاء الإجازات والترفيه على مدار العام حيث يتمتع السائح بجوها المعتدل ومناظرها ويتذوق فيها أنواع العسل وخاصة العسل الصيفي
أكبر قرى بني سعد واهمها هي :
- السحن.. وهي عاصمة بني سعد وفيها الإمارة وأكثر الإدارات الحكومية.  من عتيبه
- القرين.. واهلها من الروقه من الموارقة من ذوي عطية
- الدار الحمراء.. وتعتبر أكبر قرية من حيث السكان والمساحة.. واهلها هم من خديد من الطفحة.
- لغب.. وأهله من الثبتة ولها ارتباط وثيق بثبتة السيل.
- جدارة.. واهلها من الثبتة
- الشهبة.. واهلها من الثبتة
- العيسى.. واهلها من الثبتة
- الجرادحة..واهلها من ربيع
- العذبة.. واهلها من ربيع
- الحديب.. وتسمى فرعة الزود.. واهلها من بني زايد وهي من القرى الكبيرة والمشهورة.
- الكلادا.. السياييل.
- قرية الحصنة.. في وادي صلا
- الشوحطة.. وادي الذويبات من الثبتة.
- هذه تعتبر أشهر قرى بني سعد[10][11]

## وصلات خارجية
- الغنامي في جولة بقرية بني سعد.. كيف تتم زراعة العنب في هذه القرية التراثية؟